# Rhododendron coreanum
Rhododendron coreanum är en ljungväxtart som beskrevs av Alfred Rehder. Rhododendron coreanum ingår i släktet rododendron, och familjen ljungväxter. Inga underarter finns listade i Catalogue of Life.